# Наум Димитријевић
Наум Димитријевић (Краљево, 1. децембар 1856 — Беч, 17. март 1920) био је српски новинар.

## Биографија
Наум Димитријевић је рођен 1. децембра 1856. године у Краљеву. Школовао се у Београду, где је завршио шест разреда гимназије. Од 1889. до 1891. године радио је као писар Министарства унутрашњих дела. Као новинар сарађивао је у листовима Народне радикалне странке Самоуправа и Одјек. Поред рада у овим листовима, покренуо је и неколико својих. Покренуо је сатирични лист Геџа, лист за шалу и сатиру, који је излазио од 1892. до 1895. године и по ком је добио надимак Геџа. Лист је 1893. променио поднаслов у Лист за озбиљну сатиру, а 1895. његов поднаслов је био Лист за сатиру, шалу и забаву. Због карикатуре која је објављена у Геџи и која је приказивала Николу, сина намесника Јована Ристића, Димитријевић је провео месец дана у затвору.
Поред часописа Геџа, Димитријевић је био власник Народног пријатеља (1894). Године 1910. покренуо је дневни политички лист Трибуна, који је био близак радикалима. Лист је све до 1914. године и избијања Првог светског рата излазио у Београду, а потом је излазио у Нишу до октобра 1915. Излажење овог листа је обновљено након окончања рата. Димитријевић је био и одговорни уредник Борбе (1892-1893), уредник Полицијског гласника (1897-1904) и директор недељника La Nouvelle Serbie, који је излазио у Паризу од маја 1916. године. Године 1897. објавио први у Србији албум осуђених за почињена кривична дела.
Као новинар био је на Торлаку 1914. године. Министарству унутрашњих дела се жалио да су га мајори Добросав Ђорђевић и Воја Танкосић претукли и да је био опљачкан. Највероватнији узрок непријатељству је био тај што је Димитријевић превео један аустријски текст у ком је удружење Уједињење или смрт било названо Црна рука, чиме је Димитријевић био прва особа у земљи која је организацију назвала овим, за њене припадике, погрдним именом. Године 1911. био је благајник и председник Српског новинарског удружења. Поред надимка Геџа, носио је и надимак Сколомерија.
Преминуо је 17. марта 1920. године у Бечу.